# Wiśniówki
Wiśniówki – część wsi Kobylniki w Polsce położona w województwie świętokrzyskim, w powiecie buskim, w gminie Wiślica.
W miejscowości znajduje się Jaskinia w Wiśniówkach, druga co do długości jaskinia gipsowa w Polsce (342 m - stan na 2013 rok). Została odkryta prawdopodobnie około 1992 roku przez właściciela terenu, który to odkopał otwory znajdujące się w leju na polu. 
Wody wypływające wywierzyskiem, które znajduje się w pobliżu jaskini, badano pod kątem właściwości fizyko-chemicznych stwierdzając ich wysoką mineralizację charakterystyczną dla wód krążących w skałach gipsowych (Andrejczuk, Chwalik, Różkowski 2005).
Wieś położona jest wzdłuż drogi łączącej miejscowość Kobylniki z drogą wojewódzką nr 776. Często określana jako przysiółek wsi Kobylniki.
Wiśniówki położone są na terenie Nadnidziańskiego Parku Krajobrazowego oraz obszarze Natura 2000. Pomiędzy Wiśniówkami a wsią Aleksandrów rozciągają się Parszywe Błonie, duży podmokły obszar trawiasty z kilkoma stawami. Teren pagórkowaty.
Główne uprawy to pszenica, ogórki, czosnek, ziemniaki.
Demografia wskazuje na ciągły spadek liczby ludności, młodzież wyjeżdża do dużych miast w poszukiwaniu pracy oraz edukacji na uczelniach wyższych.